# 唐坤

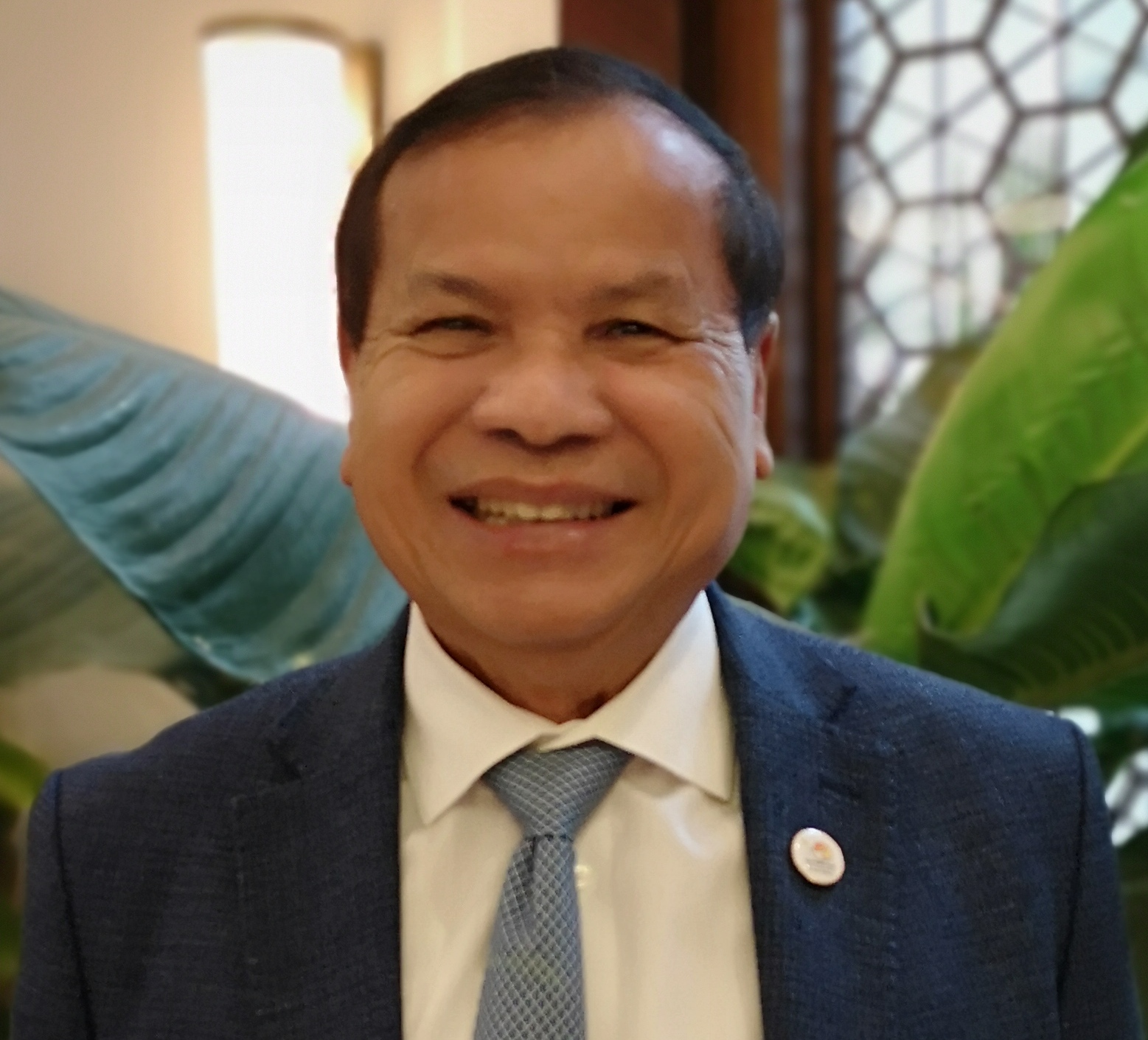
Thong Khon, Cambodian Minister of Tourism at the ASEAN Tourism Forum 2019 in Ha Long Bay, Viet Nam; organised by TTG Events, Singapore

唐坤 （1951年11月23日—），為柬埔寨政治家，柬埔寨人民党成员，2003年代表柬埔寨人民党当选磅同省国民议会议员，现任为柬埔寨旅游部部长兼国家奥林匹克委员会主席，在任期内积极推动柬埔寨旅游业发展，让旅游业成为柬埔寨经济发展的第二大支柱产业，同时拓展让柬埔寨成为中国客源市场之一，

## 经历
- 1982至1985年担任金边市市长。
- 1998年被任命为柬埔寨旅游部部长。
- 2003年当选磅同省国民议会议员。